# Messa (gruppo musicale)
Messa è un gruppo musicale Italiano di Doom metal, nato nel 2014 a Cittadella.

## Storia
Il gruppo nasce nel 2014 dall'idea della cantante Sara Bianchin e il bassista/chitarrista Marco Zanin. Successivamente, alla formazione si aggiunsero anche il chitarrista Alberto Piccolo e il batterista Rocco "Mistyr". Nel 2016 la band pubblica con l'etichetta Aural Music il suo primo album, Belfry, accolto sin da subito con interesse da parte della critica nazionale e internazionale. Seguendo l'onda del successo, nel 2018 il gruppo pubblica il suo secondo disco Feast For Water come continuazione della sua esplorazione negli ambiti del Doom. Successivamente, nel 2022 la band pubblica il suo terzo disco in studio Close con la casa discografica Svart Records che riuscirà poi a portarli a suonare dal vivo al Roadburn Festival. Dalla registrazione di quel concerto viene prodotto disco Live at Roadburn pubblicato nel 2023. L'11 Aprile 2025, a distanza di tre anni dal precedente album in studio, il gruppo pubblica il suo quarto disco attraverso la Metal Blade Records, The Spin, che lo porta a scalare le classifiche italiane, arrivando alla quattordicesima posizione nella categoria "CD vinili e musicassette".

## Stile
Lo stile dei Messa è caratterizzato dalla componente principale che è il Doom metal il quale, nel corso dei diversi album pubblicati, si è attenuato e trasformato attingendo da altri sottogeneri del metal come lo Stoner rock. Ad influenzare ulteriormente il gruppo, ci sono anche i diversi background musicali dei singoli componenti, tra cui spiccano progressive rock, Jazz e blues. Questa fusione di generi è stata definita dallo stesso gruppo "Scarlet Doom".

## Formazione
- Sara Bianchin – Voce, testi (2014–presente)
- Alberto Piccolo – Chitarra elettrica, Pianoforte, Sintetizzatore (2014–presente)
- Marco Zanin – Basso elettrico, Sintetizzatore (2014–presente)
- Rocco "Mystir" – Batteria (2014–presente)

## Discografia

### Album in studio
- 2016 - Belfry
- 2018 - Feast For Water
- 2022 - Close
- 2025 - The Spin

### Album live
- 2023 - Live at Roadburn